# Leiobunum rubrum
Leiobunum rubrum is een hooiwagen uit de familie Sclerosomatidae.